# Embajada de España en Egipto
La Embajada de España en Egipto es la máxima representación legal del Reino de España en la República Árabe de Egipto.

## Embajador
El actual embajador es Álvaro Iranzo Gutiérrez, quien fue nombrado por el gobierno de Pedro Sánchez el 23 de agosto de 2022.

## Misión diplomática
El Reino de España concentra su representación en el país en la embajada en la capital nacional de El Cairo, creada en 1949. Además España tiene un Consulado General en Alejandría.

## Historia
Desde el siglo XIX España tuvo representación en el Jedivato de Egipto, teóricamente territorio bajo dominio turco, a través de un vicecónsul (1854) y posteriormente elevado a consulado (1869). En 1922 Egipto consiguió la independencia de su condición de protectorado británico (1882-1922), y a partir de 1926 España elevó su representación y mantuvo ininterrumpidamente relaciones con el país norteafricano, siendo establecido como rango de embajada en 1949.

## Demarcación
La Embajada española en Egipto, en el pasado, llegó a tener una demarcación importante, pero actualmente carece de ella. Así, estuvo acreditada también en estos países:
- Imperio etíope: las relaciones diplomáticas entre España y Etiopía se remontan a 1951, aunque hasta la creación de la Embajada residente, la representación española corrió a cargo de la Embajada española en Egipto desde 1951 a 1961. Ese mismo año se nombró al primer enviado del gobierno español residente en el país africano y en 1962 se creó la misión diplomática con carácter de embajada residente.

- Reino de Arabia Saudí: en 1951 se nombró al primer enviado extraordinario y ministro plenipotenciario para el establecimiento de relaciones diplomáticas entre ambos países, siendo acreditado el embajador de España en Egipto. Esta situación se mantuvo hasta 1956 cuando se creó la Embajada residente en Arabia Saudí.

- República del Sudán: desde 1963 a 1967 Sudán estaba incluido en la Embajada española en El Cairo (Egipto). Ese año la República del Sudán tuvo embajada española residente hasta que volvió a la demarcación de la Embajada española en Egipto (1992-2006). Finalmente, el gobierno español decidió restablecer la embajada residente en Jartum.

- República Federal de Somalia: las relaciones diplomáticas entre ambos países han sido de baja intensidad desde 1973 cuando quedaron bajo la Embajada española en El Cairo  hasta 1978. Ese año pasaron a depender de la Embajada española en Sudán. Finalmente, desde 1988 la Embajada española en Kenia a cargo de los asuntos en el país del Cuerno de África. La inestabilidad del país y la guerra civil que asola el país desde 1991 han limitado las relaciones hasta el punto de que el consulado honorario español esta vacante. España se involucró, a través de la Unión Europea en la Operación Atalanta, una operación naval contra la piratería en el Océano Índico llevada a cabo principalmente por piratas de origen somalí.

- República Democrática Popular de Yemen: el país nació en 1967 cuando cesó la Federación de Arabia del Sur, formada por la colonia británica de Adén y la Federación de Emiratos Árabes del Sur. España estableció relaciones diplomáticas con la República Democrática Popular de Yemen (RDPY), estado marxista-leninista, en 1969 y, al igual que como Yemen del Norte, quedó bajo la demarcación de la Embajada española en El Cairo (Egipto) hasta 1972 cuando la RDPY se incluyó en la Embajada española en Adís Abeba (Etiopía). En 1989 la embajada no residente se incluyó en la Embajada de España en Jartum, capital de Sudán. Finalmente, los dos países de la zona se unificaron en uno solo en 1990.

- República Árabe de Yemen: el territorio del actual Yemen estuvo dividido hasta 1990 cuando la República Árabe de Yemen (Yemen del Norte), con capital en Saná, y la República Democrática Popular del Yemen (Yemen del Sur), con capital en Aden, se unificaron en un solo estado. España estableció relaciones diplomáticas con Yemen del Norte (RAY) en 1968. Ambos estados quedaron dentro de la demarcación de la Embajada española en El Cairo (Egipto) hasta 1972 cuando la RAY se incluyó en la Embajada española en Yeda (Arabia Saudí). En 1989 ambas embajadas no residente se incluyeron en la Embajada de España en Jartum, capital de Sudán. Finalmente, los dos países de la zona se unificaron en uno solo en 1990.